# Godsted Kirke
Godsted Kirke er en middelalderlig kirke i landsbyen Godsted på Lolland.
Kirken består af et romansk kor og skib samt et nyere våbenhus. Den har ikke noget tårn, men har tidligere haft en klokkestabel. Den har fra reformationen været annekskirke til Øster Ulslev Kirke. Kirken ligger midt mellem voldstedet Ålevad og hovedgården Ulriksdal (tidligere Bispensø), som begge i middelalderen tilhørte biskoppen over Fyens Stift.

## Inventar
- Døbefonten er romansk og udhugget af én granitsten. Den er udsmykket med tovsnoninger og arkadefrise.
- Prædikestolen er fra ca. 1625. Den er sekskantet med arkadefelter og hjørnehermer. Over den hænger en samtidig lydhimmel.
- Altertavlen er fra 1825. Maleriet er fra 1914 og er en kopi af Anton Dorphs Kristus hos Martha og Maria fra Sankt Stefans Kirke i København.